# Toeritdosering

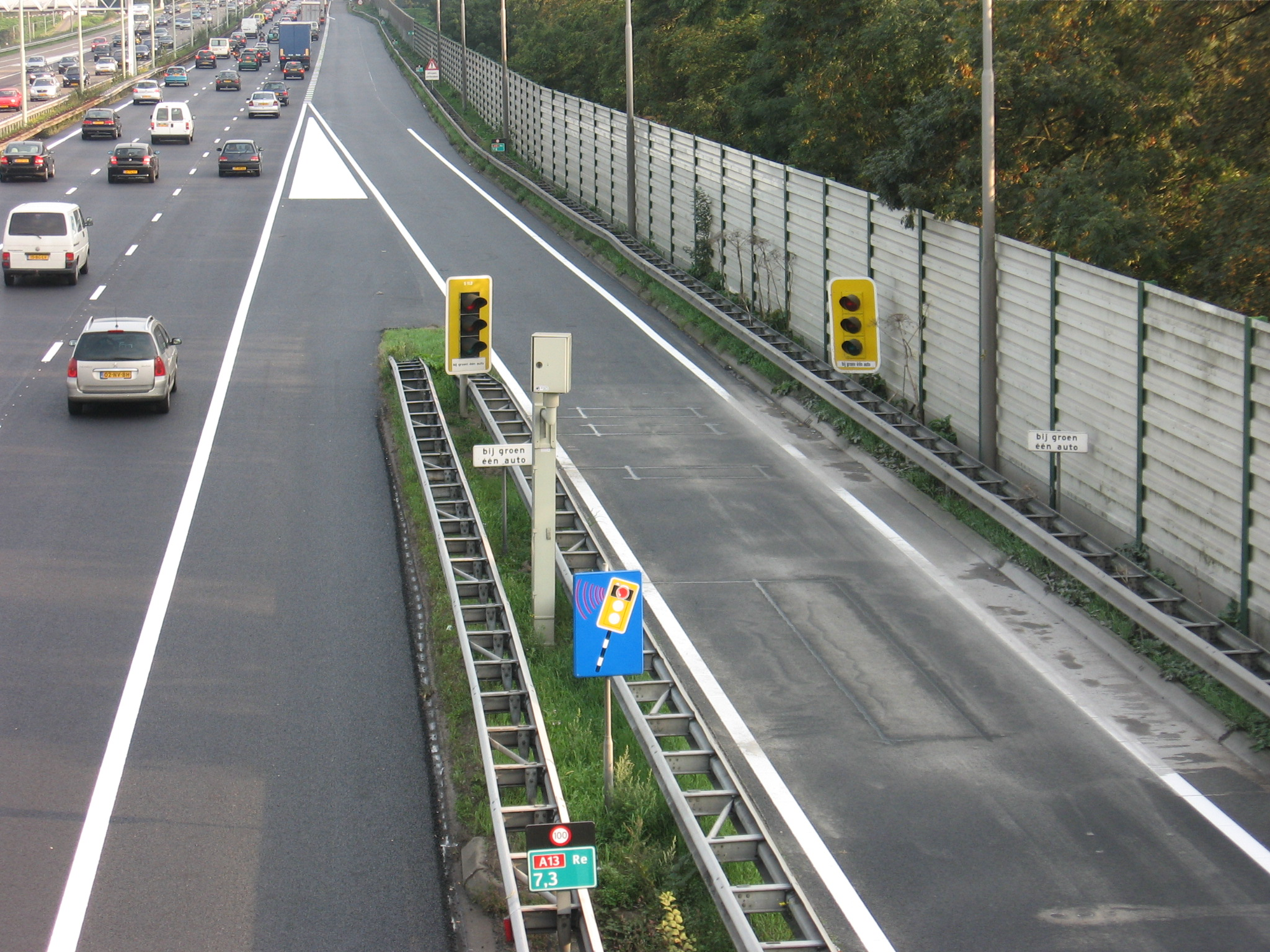
Toeritdosering Delft-Noord

Toeritdosering is in de verkeerskunde een term die gebruikt wordt voor het gereguleerd toelaten van verkeer op een toerit. Meestal is de toerit een invoeging naar de hoofdrijbaan van een autosnelweg.

## Doel
Doel van toeritdosering is het beperken van het aantal invoegende voertuigen om zo de verkeersdoorstroming op de hoofdrijbaan niet te verstoren. De toeritdoseerinstallatie wordt in principe alleen ingeschakeld bij rijbaan-intensiteiten die in de buurt komen van de wegcapaciteit. Door het beperken van extra verkeer vanaf de toerit kan het ontstaan van congestie dan worden voorkomen of uitgesteld. Wanneer eenmaal congestie op de hoofdrijbaan is ontstaan, kan een doseerinstallatie nauwelijks meer bijdragen aan een betere doorstroming. Bij een hoog verkeersaanbod kan verder ook zonder dat er congestie op de hoofdrijbaan is, filevorming op de toerit of zelfs verder bovenstrooms (op het stedelijke netwerk) optreden.

## Implementatie
De voor de weggebruiker zichtbare delen van een toeritdoseerinstallatie lijken op verkeerslichten die per groen licht één of twee voertuigen laten passeren (het juiste aantal wordt aangegeven met een onderbord: bij groen één auto). Op toeritten die bestaan uit twee samenvoegende rijstroken, krijgen de rijstroken vaak om de beurt groen licht.